# Brisbane Lions
Brisbane Lions Australian Football Club – klub futbolu australijskiego występujący w ogólnokrajowej lidze AFL. Klub noszący przydomek the Lions (Lwy) został założony w 1996 roku, w następstwie połączenia dwóch klubów: Brisbane Australian Football Club i Fitzroy Football Club.
Klub rozgrywa swoje mecze na stadionie The Gabba w Brisbane, mogącym pomieścić 42 000 widzów.

## Okoliczności powstania
4 lipca 1996 roku doszło do pierwszego w dziejach AFL połączenia klubów. Borykające się z kłopotami organizacyjno-finansowymi: Brisbane AFC (założony w 1986 roku) i Fitzroy FC (klub z Melbourne założony w 1883 roku) postanowiły utworzyć wspólny klub, mogący skutecznie konkurować z najlepszymi w lidze.

## Sukcesy przed połączeniem
Fitzroy FC swoje największe sukcesy odnosił do połowy XX wieku. Zdobył 8-krotnie mistrzostwo ligi (1898 1899 1904 1905 1913 1916 1922 1944). Po tym okresie – jako klub o ograniczonych możliwościach marketingowych – nie mógł na równi konkurować z najlepszymi. Zaczął uchodzić za najmniejszy wiktoriański klub występujący w głównej lidze.
Brisbane AFC nie odniósł żadnych sukcesów ligowych (na co wpływ miała krótka historia klubu).

## Sukcesy po połączeniu
- Mistrzostwo ligi: (3)

2001 2002 2003
- Wicemistrzostwo ligi: (1)

2004

## Barwy klubowe i przydomek
Oficjalnymi barwami klubu są : bordowy, złoty i niebieski.
Przydomek Lwy został zaczerpnięty z nieoficjalnej nazwy klubu Fitzroy FC (Brisbane AFC nosił przydomek the Bears – Niedźwiedzie). Dla upamiętnienia klubu z Fitzroy, przydomek Lions znalazł się w oficjalnej nazwie klubu.